# Prag 21
Prag 21 oder Újezd nad Lesy ist ein Verwaltungsbezirk sowie ein Stadtteil der tschechischen Hauptstadt Prag. Der Verwaltungsbezirk Prag 21 liegt am östlichen Rand der Großstadt und umfasst den Stadtteil Prag 21 sowie außerdem die Stadtteile Běchovice, Klánovice und Koloděje.
Der Stadtteil Prag 21 ist der östlichste Prags und identisch mit der Katastralgemeinde Újezd nad Lesy.

## Geschichte
Újezd nad Lesy ging unter dem Namen Viesd im Jahr 1309 vom Eigentum eines Vítek ze Švábenic an das Kloster Zderaz über. Die Urkunde ist die erste schriftliche Erwähnung des Orts. Im Jahr 1395 kaufte der königliche Münzmeister von Kutná Hora, Martin Rotlev, den Ort. 1645, gegen Ende des Dreißigjährigen Krieges, wurde Újezd von schwedischen Soldaten niedergebrannt. Der Ort blieb lange Zeit unbewohnt, bis Alois I. Joseph von Liechtenstein im Jahr 1783 zehn deutschen Familien, die sich hier niederließen, Land schenkte. Der Ort wurde administrativ an Koloděje angegliedert.
Im Jahr 1921 wurde Újezd zur selbstständigen Gemeinde. 1974 wurde die Gemeinde an Prag angegliedert.